# Lhatse
Lhatse, även känt som Lhazê, är ett härad (dzong) som lyder under staden Shigatse i Tibet-regionen i sydvästra Kina.